# Diecezja San Carlos
Diecezja San Carlos, diecezja rzymskokatolicka na Filipinach. Powstała w 1987 z terenu diecezji Bacolod i Dumaguete.

## Lista biskupów
- Nicolas Mondejar (1987 - 2001)
- Jose Advincula (2001 - 2011)
- Gerardo Alminaza (od 2013)